# Орлове стене
Орлове стене или Орловац се налазе на Фрушкој гори, до којих се долази из правца Црвеног чота, проласком поред војног објекта и путем који води поред одмаралишта Осовље. Налазе се на пропланку, на стрмини, и својим специфичним обликом се издвајају од окружења.
Процењена старост од двеста милиона година говоре о богатој геолошкој прошлости Фрушке горе. Оштре и шиљате стене нису карактеристичне за Фрушку гору, коју одликују листопадне шуме, долине и заобљени врхови. Настале су седиментацијом испод земље и онда су у једном тренутку избиле на површину и од тад оне пркосе ерозији.